# Zapote (Alfaro Ruiz)
Zapote è un distretto della Costa Rica facente parte del cantone di Alfaro Ruiz, nella provincia di Alajuela.